# Бен-Гур: історія Христа (фільм)
Бен-Гур: історія Христа (англ. Ben-Hur: A Tale of the Christ) — німий чорно-білий кінофільм американського режисера Фреда Нібло, знятий за однойменним романом американського письменника Льюїса Воллеса кінокомпанією Metro Goldwyn Mayer.

## Сюжет
«Бен-Гур» — розповідь про багатого юнака єврея, який в результаті випадковості був звинувачений у замаху на римського намісника і потрапляє в рабство, а його сестру і матір забирають до в'язниці.
По дорозі на галери, він стикається з Ісусом Христом, сином теслі, який подасть воду стражденному. Коли судно потопили пірати, Бен-Гур рятує римського центуріона від загибелі, і той в подяку усиновляє його.

## У ролях
- Рамон Новарро — Іуда Бен-Гур
- Френсіс Бушмен — Мессала
- Мей МакЕвой — Естер
- Бетті Бронсон — Марія, мати Ісуса Христа
- Кетлін Кі — Тірза
- Кармел Майерс — Айрас
- Найджел де Брюльє — Сімонід
- Мітчел Левіс — Шейх Ільдеріум
- Лео Вайт — Санбаллат
- Френк Кур'єр — Квінт Аррій, римський патрицій
- Чарльз Белчер — Бальтазар, один з трьох волхвів, які прийшли поклонитися Христу
- Дейл Фуллер — Амра
- Вінтер Голл — Йосиф
- Керол Ломбард — рабиня

## Цікаві факти
- Фільм є найдорожче німе кіно в історії — на зйомки пішло 3,9 мільйона доларів США. У цінах поч. XXI століття це становить близько 40 мільйонів доларів.
- «Бен-Гур: історія Христа» став другою екранізацією роману Льюїса Воллеса. Попередня вийшла в 1907 році.
- Роботу над фільмом початку компанія «Goldwyn Pictures» в 1923 році, але в 1924 вона об'єдналася з «Metro Pictures» і «Louis B. Mayer Pictures», утворивши «Metro Goldwyn Mayer».
- «Бен-Гур» був не тільки дуже успішним романом, але і вельми популярною театральною постановкою, що йшла в театрах протягом двадцяти п'яти років. Лише в 1922 році, через два роки після останнього турне шоу «Бен-Гур», кінокомпанія «Goldwyn Pictures» змогла нарешті дозволити собі придбати права на екранізацію роману.
- Зйомки почалися в Італії в 1923 році, ознаменувавши початок двох років труднощів, нещасних випадків, і, зрештою, повернення в знімальні павільйони Голлівуду. Додатковий набір акторів (включаючи затвердження Рамона Новарро на роль Бен-Гура) і заміна режисера значно збільшили раніше запланований бюджет картини. Відділу продажів студії, рекламуючи фільм, доводилося оперувати такими гаслами як: «Це картина, яку повинен побачити кожен християнин!», Намагаючись залучити в кінотеатри якомога ширше коло громадськості.
- Під час зйомок сцени змагань на колісницях візники діяли дуже повільно та обережно, чим вельми дратували Мейєра. Щоб зробити сцену більш правдоподібною він запропонував приз в 100 $ переможцю гонок.
- У загальній складності 60960 метрів (200 000 футів) плівки були витрачені під час зйомки сцени гонки на колісницях, з яких після монтажу залишилося лише 229 метрів (750 футів). Ця сцена була багаторазово повторена в інших кінематографічних творах. Зокрема, її повторив Вільям Вайлер, знімаючи в 1959 році рімейк цього фільму; вона ж скопійована в «Принц Єгипту»; її неможливо не згадати, переглядаючи сцену гонок в Першому епізоді «Зоряних воєн», знятих майже 75 років по тому.